# Curry antillais aux bananes
Pour les articles homonymes, voir Curry (homonymie).
Le curry antillais aux bananes est une recette de cuisine traditionnelle de la cuisine antillaise, à base de curry et de banane.

## Historique
Le curry est introduit aux Antilles au XIXe siècle (et décliné en colombo) par les engagés indiens arrivés d'Inde britannique (de l'Empire britannique).

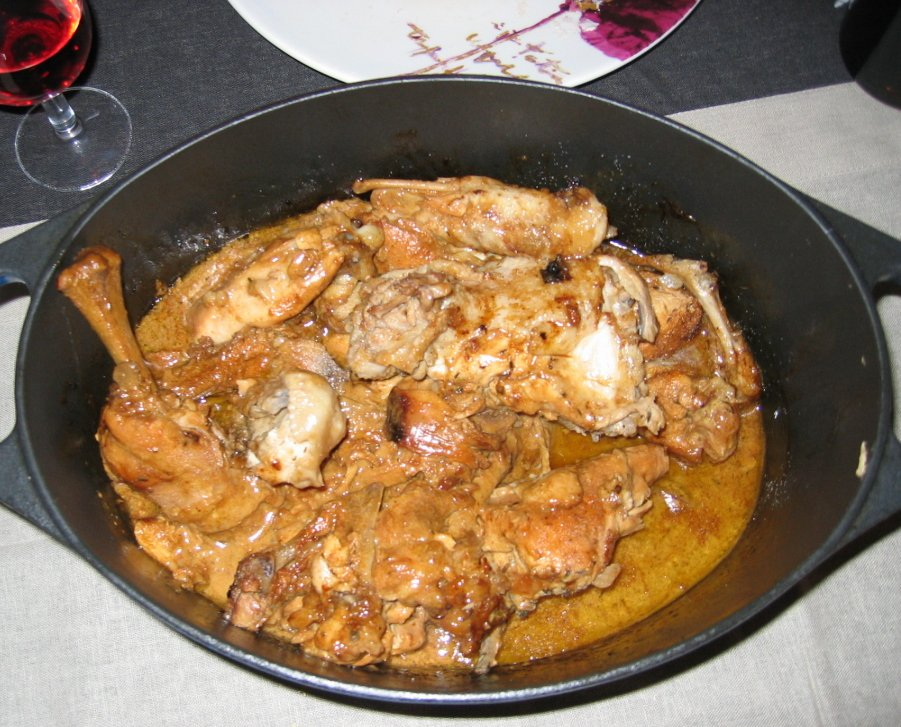
Curry de poulet antillais et lait de coco.
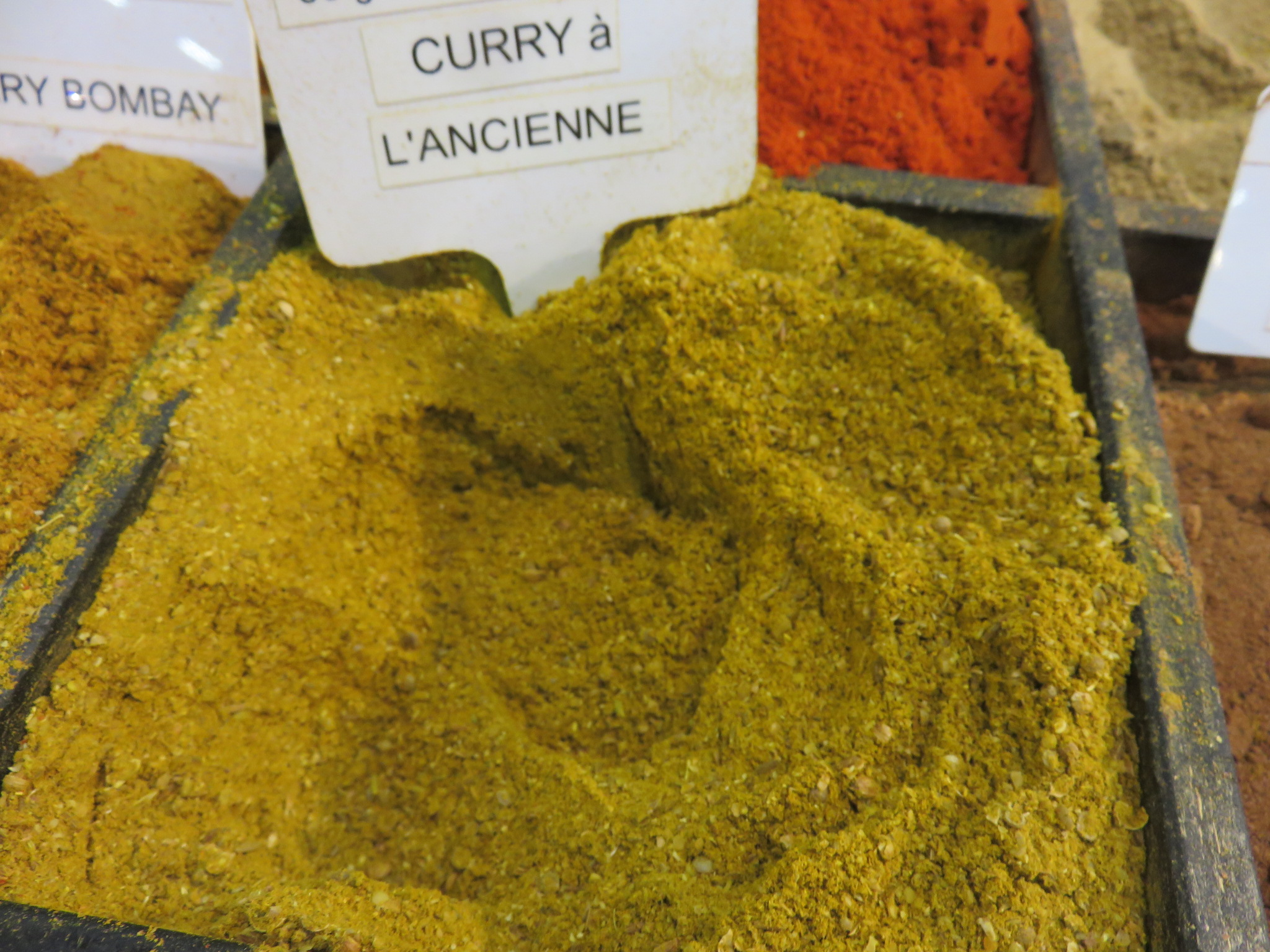
Curry du commerce.
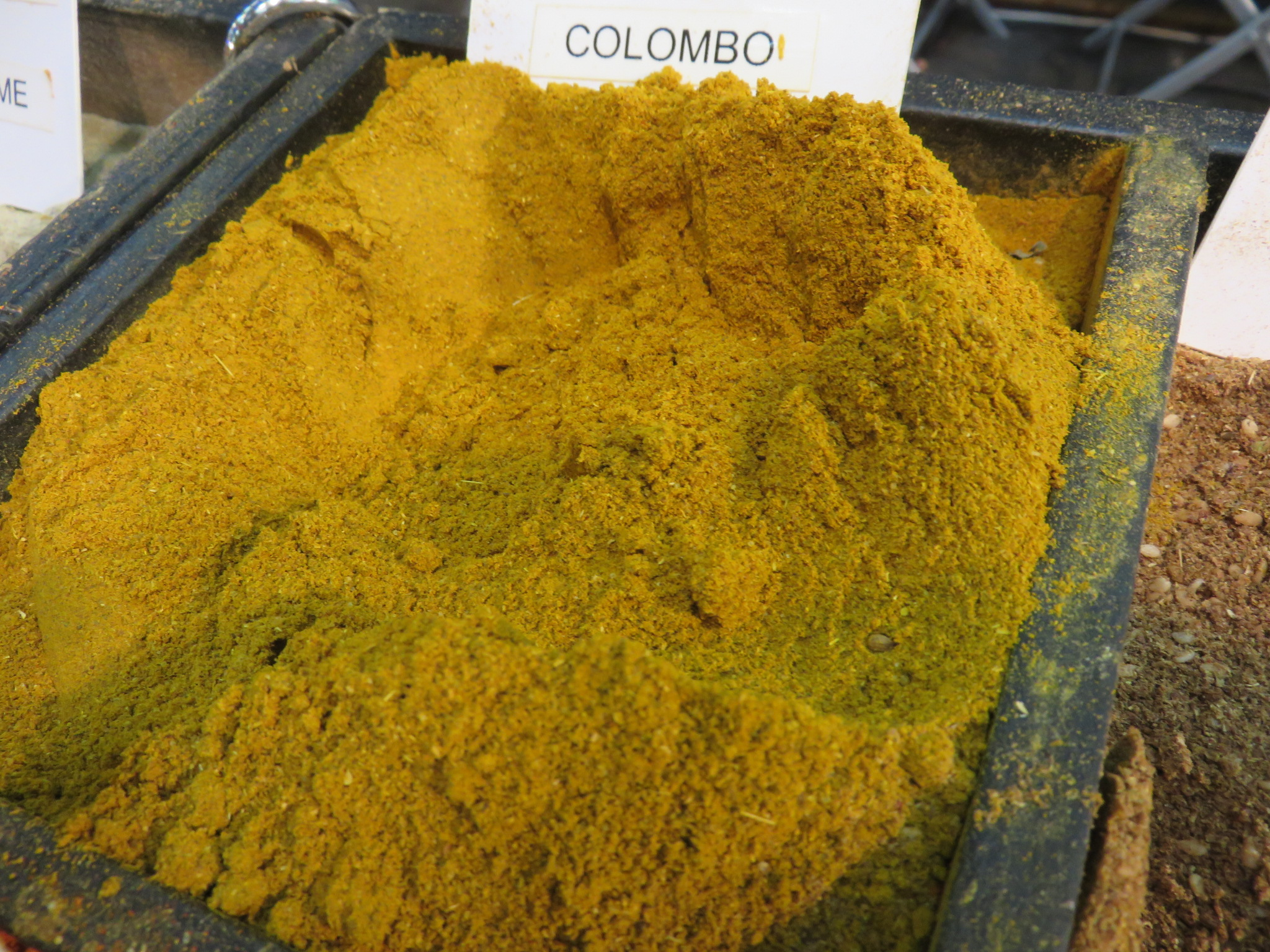
Colombo du commerce (variante).

## Préparation
Variante du colombo, cette recette peut être déclinée sous de nombreuses variantes de poulet, porc, agneau, cabri, bœuf, poissons, crevettes, ou langoustes.
Laisser mariner environ une heure viande ou poisson dans une marinade de citron, lait de coco, curry, sel, poivre. Faire revenir et colorer la viande ou poisson au beurre, dans une cocotte, avec des oignons, puis faire cuire avec la marinade. Faire revenir au beurre des rondelles de bananes, d'ananas ou des raisins secs. Servir par exemple avec du riz ou du gratin de bananes,,,,,.